# Eleições estaduais na Guanabara em 1962
As eleições estaduais na Guanabara em 1962 ocorreram em 7 de outubro como parte das eleições gerais em 22 estados e nos territórios federais do Amapá, Rondônia e Roraima. Foram eleitos o vice-governador Eloy Dutra, os senadores Aurélio Viana e Gilberto Marinho além de e 21 deputados federais e 55 deputados estaduais.

## Resultado da eleição para vice-governador
Conforme o Tribunal Superior Eleitoral houve 45.682 votos em branco (4,47%) e 49.403 votos nulos (4,83%) com os 927.132 votos nominais assim distribuídos:
| Candidatos a governador do estado | Candidatos a vice-governador | Número | Coligação                             | Votação | Percentual |
| --------------------------------- | ---------------------------- | ------ | ------------------------------------- | ------- | ---------- |
| Não havia -                       | Eloy Dutra PTB               | -      | Aliança Social Trabalhista (PTB, PSB) | 484.842 | 52,30%     |
| Não havia -                       | Lopo Coelho PSD              | -      | PSD, UDN                              | 402.292 | 43,39%     |
| Não havia -                       | Mário Martins PL             | -      | PL (sem coligação)                    | 39.998  | 4,31%      |
| Fontes:                           |                              |        |                                       |         |            |

## Resultado da eleição para senador
Conforme o Tribunal Superior Eleitoral houve 302.362 votos em branco (14,79%) e 81.538 votos nulos (3,99%) baseados no comparecimento de 2.044.434 eleitores.
| Candidatos a senador da República | Candidatos a suplente de senador | Número | Coligação                             | Votação | Percentual |
| --------------------------------- | -------------------------------- | ------ | ------------------------------------- | ------- | ---------- |
| Aurélio Viana PSB                 | Adamastor de Oliveira Lima -     | -      | Aliança Social Trabalhista (PTB, PSB) | 509.979 | 30,71%     |
| Gilberto Marinho PTN              | Hélio Santos Damasceno PTN       | -      | PTN (sem coligação)                   | 431.284 | 25,97%     |
| Juracy Magalhães UDN              | Hélio Beltrão UDN                | -      | PSD, UDN                              | 371.892 | 22,40%     |
| Antônio Mourão Vieira Filho PST   | Ariosto Semeraro PST             | -      | PST (sem coligação)                   | 347.379 | 20,92%     |
| Fontes:                           |                                  |        |                                       |         |            |

## Deputados federais eleitos
São relacionados os candidatos eleitos com informações complementares da Câmara dos Deputados.

Representação eleita
  PTB: 9
  UDN: 6
  PSD: 3
  PSB: 2
  PDC: 1

Fonteː
| Deputados federais eleitos | Partido | Votação | Percentual | Cidade onde nasceu    | Unidade federativa |
| Leonel Brizola             | PTB     | 269.384 |            | Carazinho             | Rio Grande do Sul  |
| Amaral Netto               | UDN     | 123.383 |            | Niterói               | Rio de Janeiro     |
| Chagas Freitas             | PSD     | 56.657  |            | Rio de Janeiro        | Rio de Janeiro     |
| Sérgio Magalhães           | PTB     | 47.570  |            | Recife                | Pernambuco         |
| Juarez Távora              | PDC     | 33.461  |            | Jaguaribe             | Ceará              |
| Eloy Dutra                 | PTB     | 30.614  |            | Rio de Janeiro        | Rio de Janeiro     |
| Marco Antônio Coelho       | PSD     | 21.300  |            | Belo Horizonte        | Minas Gerais       |
| Adauto Lúcio Cardoso       | UDN     | 18.625  |            | Curvelo               | Minas Gerais       |
| Cardoso de Menezes         | UDN     | 17.669  |            | Campinas              | São Paulo          |
| Garcia Filho               | PTB     | 16.510  |            | Uruguaiana            | Rio Grande do Sul  |
| Aliomar Baleeiro           | UDN     | 13.835  |            | Salvador              | Bahia              |
| Waldir Simões              | PTB     | 12.196  |            | Nova Iguaçu           | Rio de Janeiro     |
| Arnaldo Nogueira           | UDN     | 11.497  |            | Franca                | São Paulo          |
| Nelson Carneiro            | PSD     | 11.095  |            | Salvador              | Bahia              |
| Benjamin Farah             | PTB     | 9.802   |            | Corumbá               | Mato Grosso do Sul |
| Breno da Silveira          | PSB     | 8.801   |            | Maranguape            | Ceará              |
| Hamilton Nogueira          | UDN     | 7.334   |            | Campos dos Goytacazes | Rio de Janeiro     |
| Max da Costa Santos        | PSB     | 5.758   |            | Rio de Janeiro        | Rio de Janeiro     |
| Rubens Berardo             | PTB     | 3.896   |            | Recife                | Pernambuco         |
| Jamil Amiden               | PTB     | 3.588   |            | Corumbá               | Mato Grosso do Sul |
| Benedito Cerqueira         | PTB     | 3.527   |            | [ nota 7 ]            | Minas Gerais       |
| Fontes:                    |         |         |            |                       |                    |

## Deputados estaduais eleitos
São relacionados a seguir os candidatos eleitos.
| Deputados estaduais eleitos       | Partido | Votação | Percentual | Cidade onde nasceu      | Unidade federativa  |
| Danilo da Cunha Nunes             | UDN     | 51.226  |            |                         |                     |
| Raul Brunini                      | UDN     | 48.433  |            | Rio Claro               | São Paulo           |
| Saldanha Coelho                   | PTB     | 40.019  |            | Rio de Janeiro          | Rio de Janeiro      |
| Artur da Távola                   | PTB     | 21.130  |            | Rio de Janeiro          | Rio de Janeiro      |
| Raimundo de Brito                 | UDN     | 16.429  |            | Natal                   | Rio Grande do Norte |
| Hércules Correia                  | PTB     | 13.273  |            | Cachoeiro de Itapemirim | Espírito Santo      |
| Lígia Bastos                      | UDN     | 11.961  |            | Rio de Janeiro          | Rio de Janeiro      |
| Sinval Palmeira Vieira            | PST     | 8.938   |            |                         |                     |
| Gonzaga da Gama                   | PSD     | 8.787   |            | Rio de Janeiro          | Rio de Janeiro      |
| João Massena Melo                 | PST     | 8.149   |            | Palmares                | Pernambuco          |
| José Gomes Talarico               | PTB     | 7.855   |            | São Paulo               | São Paulo           |
| Adalgisa Nery                     | PSB     | 7.813   |            | Rio de Janeiro          | Rio de Janeiro      |
| Edson Teixeira Guimarães          | UDN     | 7.551   |            |                         |                     |
| Edna Marília Lott de Morais Costa | PTB     | 7.256   |            |                         |                     |
| Velinda Maurício da Fonseca       | PTB     | 6.909   |            |                         |                     |
| Amando da Fonseca                 | PTN     | 6.900   |            |                         |                     |
| Álvaro Valle                      | PDC     | 6.551   |            | Rio de Janeiro          | Rio de Janeiro      |
| Victorino James                   | UDN     | 6.434   |            |                         |                     |
| Geraldo Moreira                   | PTB     | 6.124   |            |                         |                     |
| Ib Teixeira                       | PTB     | 6.056   |            |                         |                     |
| Waldemar Viana de Carvalho        | PSP     | 5.829   |            |                         |                     |
| Amaral Peixoto Júnior             | PSD     | 5.617   |            |                         |                     |
| Francisco da Gama Lima Filho      | PDC     | 5.614   |            |                         |                     |
| Rubens Cardoso de Macedo          | PTB     | 5.363   |            |                         |                     |
| Naldir Laranjeira Batista         | PR      | 5.356   |            |                         |                     |
| Antônio Frederico Luvizaro        | PRT     | 5.338   |            |                         |                     |
| Frota Aguiar                      | UDN     | 5.325   |            | Camocim                 | Ceará               |
| Geraldo de Oliveira Ferraz        | UDN     | 5.219   |            |                         |                     |
| Miécimo da Silva                  | PSD     | 4.863   |            |                         |                     |
| Bonifácio de Andrada              | PSD     | 4.770   |            | Rio de Janeiro          | Rio de Janeiro      |
| Jamil Haddad                      | PSB     | 4.750   |            | Rio de Janeiro          | Rio de Janeiro      |
| Levi de Miranda Neves             | PSP     | 4.731   |            |                         |                     |
| Luís Corrêa da Silva              | PTB     | 4.642   |            |                         |                     |
| Gerson Bergher                    | PTN     | 4.545   |            | Rio de Janeiro          | Rio de Janeiro      |
| Mac Dowell de Castro              | UDN     | 4.481   |            | Rio de Janeiro          | Rio de Janeiro      |
| Manoel Novella da Silva Júnior    | PRT     | 4.475   |            |                         |                     |
| Paulo George Esteves Areal        | UDN     | 4.434   |            |                         |                     |
| João Gonçalves Xavier             | PRT     | 4.406   |            |                         |                     |
| Nelson José Salim                 | PST     | 4.324   |            |                         |                     |
| Paulo Duque                       | PR      | 4.238   |            | Rio de Janeiro          | Rio de Janeiro      |
| Francisco José Dutra Júnior       | PTB     | 4.223   |            |                         |                     |
| Sinval Corrêa Sampaio             | PTB     | 4.207   |            |                         |                     |
| Domingos d'Ângelo                 | UDN     | 4.127   |            |                         |                     |
| Telêmaco Maia                     | PR      | 4.125   |            |                         |                     |
| Ubaldo da Silva Oliveira          | PST     | 4.120   |            |                         |                     |
| Francisco Silbert Sobrinho        | PL      | 4.091   |            |                         |                     |
| Emílio Nina Ribeiro               | UDN     | 3.959   |            | Rio de Janeiro          | Rio de Janeiro      |
| José Antônio Cesário de Melo      | PL      | 3.889   |            |                         |                     |
| Pedro Fernandes                   | PSB     | 3.579   |            | Parelhas                | Rio Grande do Norte |
| Horácio Cardoso Franco            | PTB     | 3.548   |            |                         |                     |
| João Machado                      | MTR     | 3.107   |            |                         |                     |
| Everardo Castro                   | PDC     | 3.092   |            | Rio de Janeiro          | Rio de Janeiro      |
| Carvalho Neto                     | UDN     | 3.015   |            | Amarante                | Piauí               |
| Rubem Cardoso Pires               | PSP     | 2.965   |            |                         |                     |
| Mauro Magalhães                   | UDN     | 2.691   |            |                         |                     |
| Fontes:                           |         |         |            |                         |                     |